# چاووای
چاووای (به لاتین: Chauvay) یک منطقهٔ مسکونی در قرقیزستان است که در استان بادکند واقع شده‌است. چاووای ۲٬۰۵۱ نفر جمعیت دارد و ۱٬۴۵۰ متر بالاتر از سطح دریا واقع شده‌است.